# 諸井六郎
諸井 六郎（もろい ろくろう、1872年2月17日（明治5年1月9日） - 1940年（昭和15年）5月6日）は、児玉郡本庄宿（現在の埼玉県本庄市）出身の明治期から大正期の外交官、郷土史家。従三位勲二等。兄の諸井恒平は秩父セメント会社の創設者。

## 来歴

### 生い立ち
中山道で最大の宿場町である本庄宿（1889年（明治22年）に児玉郡本庄町となる）に生まれた。ちょうど本庄宿では飛脚制度から近代郵便制度が始まり、六郎の父である諸井泉衛（東諸井家10代目当主、元は南諸井家の生まれ）が郵便取扱人に任命される。ここから東諸井家は「郵便諸井」と称されるようになる。泉衛の妻である佐久は渋沢栄一のおばに当たるので、栄一と泉衛の息子たちは従兄弟に当たる。この泉衛と佐久の間に五男として六郎は生まれた。1885年（明治18年）に渋沢栄一の紹介で浅野セメント深川工場内の浅野総一郎の住宅に下宿したが、苦学しないと立派な人になれないという浅野の教育方針で、使用人と同様に掃除をさせられて嫌になり、逃げ出して米国密航を企てたが連れ戻された。それからは、乱暴者で我儘者となり、浅野の家族を排斥する演説を若い従業員にぶったりした。1888年（明治21年）、第一高等中学校に入学し学生寮に入った。1893年（明治26年）7月に同校を卒業する。

### 外交官としての遍歴
1896年（明治29年）7月に東京帝国大学法科大学政治学科を卒業する。翌1897年、外交官および領事官の両試験に合格する（この時、数少ない受験生の中で遅刻をしたとされる）。政治家の三浦彌五郎とは共に試験を受けた同期である。
中国、イギリス、ベルギー、ドイツ、アメリカ、イタリア、中南米の国などなど、多くの国々で、領事・外交書記官・公使などを歴任。多くの活動をし、日本と各国の交流に努めた。
小村寿太郎外相のもとで条約改正にも尽力し、1924年（大正13年）の、ジュネーヴでのILO総会では使用者代表顧問を務めた。

#### 陸奥条約改正時代
ベルギーからの帰国後、国際経済問題の研究を続ける。石井守太郎次官から条約改正の調査を命じられたが、初めは陸奥条約の何を改正すればいいのか皆戸惑ったとされる。それでも六郎は、ドイツ語本、イギリス語本、フランス語本をそれぞれ読んで参考にしていたとされる。こうして六郎の下、条約改正調査係なる組織が作られた。その後、小村条約改正の根本方針が決まり、税権回復が条約改正の眼目であると言う事が初めて明瞭となった（以下『諸井六郎君追悼遺芳録』pp.8 - 10）。
1908年（明治41年）10月、その根本原則について関係各省の同意を得る為、小村外務大臣の下に条約改正準備委員会が設けられ、六郎も同委員会の委員となり、また幹事となって運行に尽くした。条約改正の根本方針は、六郎書記官主裁の条約改正調査係において作成した原案を基礎とし、条約改正準備委員会において決定された。この根本方針の実行は阿部守太郎参事官の手へ移された。ここから調査係ではなく、本格的な改正係として活動を始めた。
1912年（明治45年）、条約改正がだいたいの完成をみる。なお、六郎と阿部はこの時期に生まれた自分の子供に対し、条約に関係する文字を与えている。六郎は生まれてきた次男に「條次」という名を与え、阿部は生まれてきた長男に「守英」と命名した。条約改正に心血をそそいだ2人の気持ちが反映されていることがわかる（條約の「條」とイギリス国の「英」の一文字から取っている）。

### 経歴
- 1897年（明治30年）5月、六郎は領事官補として上海在勤を命じられる。本人は、「日本の海外貿易を発達させるためには上海に行って中国という大きな市場を研究する必要がある」と三浦に語っていたとされる。三浦は六郎が外交官として一生を終えたことに対し、貿易業の方面に進んでいたとしても成功していただろうと述べている。その後、蘇州やロンドンを赴任し、歴任を重ねていく[8]（以下経歴は『諸井六郎君追悼遺芳録』pp.1 - 3より）。

- 1901年（明治34年）6月にイギリスからベルギーへ在勤（アンベルス領事に赴任）。
- 1902年（明治35年）6月、ベルギー・オーステンデにおける万国商工会議帝国委員となる。
- 1905年（明治38年）4月、ベルギー・リエージュにおける商業会議所及び商工業組合に関する万国会議帝国委員。同年8月、モンスにおける世界経済拡張に関する万国会議帝国委員。
- 1906年（明治39年）8月、帰国。
- 1908年（明治41年）5月、外務書記官になる（同年10月、陸奥条約改正取調委員となる）。
- 1912年（明治45年）3月、ドイツ大使館一等書記官。
- 1912年（大正元年）8月、ベルリンにおける博覧会に関する万国会議帝国委員となる。
- 1913年（大正2年）11月、ベルギー公使館一等書記官。
ベルギー駐在中にバルカン戦争が勃発した。この時、六郎と共にいた木村鋭市はヨーロッパ全土に戦争が広がるのではないかという、第六感（第一次世界大戦の予感）のようなものを感じたが、それを六郎に言ったところ、「君は算盤ができるのだから、第六感などと言う事ではなく、どう言うわけでそうなるかと言う事を、もっと経済上の関係から数字的に説明しろ」と答えたと言う。これには木村も驚いたと言う。数字、経済に非常に詳しい六郎からこの様な言葉を聞くとは思わなかった為である（『諸井六郎君追悼遺芳録』 p.24）。
- 1914年（大正3年）5月、帰国。同年6月、外務省文書課長。同年9月、外交官及び領事館試験委員。
- 1916年（大正5年）2月、ハワイ・ホノルル総領事を有田八郎の後を継いで赴任。この頃、ウィルソン大統領の下でアメリカはドイツに宣戦し、大正7年には休戦している時期だった。排日活動も活発な時期にあり、六郎はアメリカ国内の情勢や日本人に対する態度、社会的地位を研究し、日本移民の現状をまとめて報告している（遺芳録）。1919年（大正8年）になるとハワイを去る。
- 1920年（大正9年）9月、勲二等授与。
- 1921年（大正10年）6月、高等官一等。アメリカを赴任し、8月にはローマ大使館参事官を務める。
- 1922年（大正11年）4月、ジェノヴァにおける経済財政会議（ジェノア会議）帝国全権委員随員。同年9月、ギリシアで公使館開設。
- 1923年（大正12年）12月、アルゼンチン特命全権公使。
- 1924年（大正13年）2月、3月、パラグアイ、ウルグアイ駐在兼務。この頃に野口英世と対談し、現在、その時の写真が歴史民俗資料館に展示されている。
- 1925年（大正15年）1月、本庄町青年同志会の招きにより常盤座にて新年講演会を行い、同年6月に退官すると帰郷した。7月には従三位を授与され、12月には県立本庄中学校で講演活動を行っている。
- 1940年（昭和15年）、69歳で没する。墓所は安養院。

## 栄典
- 1897年（明治30年）8月20日 - 従七位[13]
- 1901年（明治34年）9月30日 - 正七位[14]
- 1907年（明治40年）6月10日 - 正六位[15]
- 1909年（明治42年）10月20日 - 従五位[16]
- 1911年（明治44年）8月24日 - 勲四等旭日小綬章[17]
- 1914年（大正3年）11月10日 - 正五位[18]
- 1916年（大正5年）4月1日 - 勲三等瑞宝章[19]
- 1919年（大正8年）11月29日 - 従四位[20]
- 1920年（大正9年）9月7日 - 勲二等瑞宝章[21]
- 1924年（大正13年）12月27日 - 正四位[22]
- 1925年（大正14年）7月 - 従三位[23]

## 郷土史家として
歴史に深い関心を持ち、古文書などの散逸を惜しんで、学生時代より本庄の郷土史をまとめていた。しかし公務で忙しく、長い間活動は中断されていた。その後、執筆を再開する。条約改正という多忙な時期に本をまとめていたが、本人の弁によれば「いつ阿部氏が辞めさせられて不向きな自分に押しつけられるかわからない。そうしたらもっと暇が無くなるからこの時期がよい」という旨を語っていたとされる。阿部が重役に任ぜられたことで少しの余裕が生じたため、執筆を再開したものとみられる。1912年（明治45年）に至り、『徳川時代之武蔵本庄』を出版する（この資料は解釈や内容に誤りがないわけではない）。同年以降、本庄の郷土史書のほとんどが同書を原典としている。
本庄栄治郎によれば、六郎は1890年（明治23年）以降に本庄の郷土史に関する資料を集め、1896年（明治29年）には執筆を開始していたとされる。由来地方史と言えば、それまでは領主の系譜や地方の政治、または神社仏閣名勝に関する記述が大部分であり、経済の移遷、住民の生活、租税、交通関係などはほとんど無関心の状態であった。地方経済史関係のものが重要視され始めたのは大正初期より以後のことである。この『徳川時代之武蔵本庄』は10章から成り、地方である本庄の経済史についてよく書き示されていた。そのため、当時の地方史としては、全く異彩を放つ内容であり、本庄栄治郎はこの本を「徳川時代における武蔵本庄の経済史と見るべきもの」と語り、地方経済史が重要になるだろうと着目した六郎の先見性に敬服している。

## 親族
母
- さく - 三代・渋沢宗助の二女

姉
- 寿満
- なみ

兄
- 逸郎 - 従八位
- 恒平 - 正六位、息子に貫一や三郎、他
- 時三郎 - 妻は久楽
- 四郎[27] - 妻せきは柿沼谷蔵の長女、義弟に小川専助

子
- 長男 - 忠一
- 次男 - 條次

## 人物
- 学生時代、周囲から将来は政治方面に進出すると見られていた（『諸井六郎君追悼遺芳録』）。
- 兄の一人である諸井四郎は、7人兄弟の末っ子である六郎を、兄も姉もかわいがっていたと語る（六郎没後の談）。気だてよく、素直であり、特に家長（実質次兄）たる恒平に対しては（自分の方が位が高いにもかかわらず）絶対服従の面があったという。先祖崇拝は元より愛郷心が強く、明治20年代に自然進化論との出会いが郷土史研究にかりたてた一因であると言われる（『諸井六郎君遺芳録』 pp.32 - 33.p.40）。
- 郷土史の編集など、古い時代に思いをはせた点では、新しいもの好きの父泉衛とは対照的であったと言える（時代の変換期を生きた父と感性が異なる）。ただし、事業に失敗した父（『本庄人物事典』）と異なり、古きものを好んだと同時に先見性にも長けていた人物であったといえる（国際経済の研究がそれに当たる）。
- 六郎の息子である忠一は、六郎と会う機会が少なかったためか、父が短命で終わる予感を受けていたという（『諸井六郎君追悼遺芳録』忠一の回想部より）。
- 健康面にも気を使い、友人に空手を健康法として薦めることもあったとされる（『諸井六郎君追悼遺芳録』 p.71）。自身は部屋でも運動できるということで、有信館の中山博道から居合を学んでいたが、痔の悪化により稽古を中止している（『遺芳録』 pp.50 -51）。

## 評価
諸井が条約改正に最も眼目を置いたのは、複関税制度であったが、当時、日本の学者はこの制度に反対していた（『遺芳録』 p.12）。それはドイツ学問を修めていた者が多く、ドイツではこの制度を悪い制度としていたためである（同 p.12）。さらに大蔵省も事実不可能と反対したが（『遺芳録』 p.13）、諸井は複関税法採用を準備委員会に通したいと思い、再三意見書を通し、強硬に主張したが、採用されなかった（同 p.13）。しかし、その後における国際経済上の変遷において、日本に関税法が適当であったといえることがわかる（同 p.13）。議会に提案できたのは昭和12年になってからだが、結局、成立せず、諸井の存命中に実施されることはなかった（同 p.13）。
当時、誕生したばかりの明治政府にとって、陸奥条約の改正は外交上で絶対に行う必要があった課題であり、将来の国策に関わる重要事項であった。国家にとって最優先の課題であったこの条約改正の作成に深くかかわり、貢献した六郎は、没後に各政治家から非常に高い評価を受けた。西洋社会と対等な関係を築くために政府の下で尽力した、影の功労者と言える。また、近代西洋化と言った激しい変化の中で、消えゆく地元の歴史を惜しみ、郷土史編集に尽力したことから、地元でもその評価は高い。
この他、諸井が関係した条約として、サンジェルマン条約、ヌイイ条約、トリアノン条約がある（『遺芳録』 p.108）。

## 参考資料
- 諸井忠一著 『諸井六郎君追悼遺芳録』
- 『本庄歴史缶』
- 『本庄人物事典』